# PiROSSZka – A jó, a rossz, a farkas, MEGAnagyi
A PiROSSZka – A jó, a rossz, a farkas, MEGAnagyi (eredeti cím: Hoodwinked) 2005-ös amerikai animációs film. A történet a Piroska és a farkas című klasszikus tündérmese újra elmesélése rendőri nyomozás formájában, melynek keretein belül a szereplők háttér-történeteket mesélnek el. A filmet Cory Edwards, Todd Edwards és Tony Leech írta és rendezte. A film producerei Katie Hooten, Maurice Kanbar, David K. Lovegren, Sue Bea Montgomery és Preston Stutzman voltak. A film a The Weinstein Company gondozásában jelent meg. A szereplők hangjait Anne Hathaway, Glenn Close, Jim Belushi, Patrick Warburton, Anthony Anderson, David Ogden Stiers, Xzibit, Chazz Palminteri és Andy Dick szolgáltatták.
2011-ben folytatás készült a filmből, amely bukásnak számított mind pénzügyi, mind kritikai szempontból. A filmet 2005. december 16-án mutatták be Los Angelesben, és 2006. január 13.-án az Egyesült Államokban. 8 millió dollárból készült, és 110 millió dolláros bevételt hozott a pénztáraknál. Magyarországon 2006. március 29-én mutatták be.

## Cselekmény
|  | Alább a cselekmény részletei következnek! |

Puckett Piroska megérkezik nagymamája, Abigail házába, ahol Farkas Piroska nagymamájának álcázta magát. Miközben Farkas megtámadja Piroskát, a megkötözött Nagyi kiugrik a szekrényből, mielőtt Kirk, a baltás favágó beront az ablakon. Megérkezik a rendőrség, és Rongyláb Nicky nyomozó mindenkit kikérdez.
Piroska elmeséli, hogy épp Nagyi cukrászüzletének szállított finomságokat, amikor megfenyegette őt a Nasibandita, aki recepteket lop, és emiatt a cukrászdák bezárnak. Piroska elindult, hogy a Puckett receptkönyvet biztonságba helyezze a Nagyi hegytetőn lévő házában, de kiesett Boingo nyúl függővasútjából, és találkozott Farkassal, aki gyanús kérdéseket tett fel neki. Ezután találkozott az öreg, éneklő kecskével, Japeth-tel, aki elkísérte őt Nagyi házához, ahol Farkas lesben állva várta.
Farkas elmeséli, hogy oknyomozó riporterként a Nasibandita nyomában van, és okkal feltételezi, hogy Piroska és Nagyi a tettesek. Farkas és hiperaktív mókus asszisztense, Csincsi szembeszálltak Piroskával, abban a reményben, hogy megoldják a Nasibandita rejtélyét. Amikor nem sikerült Piroskát elfogniuk, a Nagyi háza felé igyekeztek, és Boingo által ajánlott rövidebb úton érkeztek meg Piroska előtt. Nagyit már megkötözve találták a szekrényben. Farkas Nagyinak álcázta magát, és azt tervezte, hogy becsapja Piroskát, hogy felfedje az igazságot a Nasibanditáról.
Kirk elmeséli, hogy Nagyinál való megjelenése véletlen volt. Ő feltörekvő színész, aki egy reklámfilmben próbál meg egy favágó szerepére jelentkezni. Miután a rablóhúsos autóját kirabolta a Nasibandita, Boingo megvigasztalta, majd visszahívást kapott a reklámfilmre. A nap hátralévő részét azzal töltötte, hogy fakivágással élje bele magát a szerepébe, mígnem napnyugtakor egy fa kidőlt, és belökte őt a Nagyi házának ablakán.
A nyomozás Nagyival folytatódik, aki titokban az extrém sportok szerelmese. Korábban aznap egy síversenyen indult, amit Boingo szurkolóként nézett végig. Nagyit megtámadta az ellenfél csapata, mielőtt megnyerte volna a versenyt. Megtudta, hogy a Nasibandita bérelte fel a csapatot, hogy likvidálják őt. Hazafelé ejtőernyőzés közben belegabalyodott az ejtőernyő zsinórjába, amely beakadt a mennyezeti ventilátorába, és megkötözve belökte őt a szekrénybe.
Piroska elárulva érzi magát Nagyi titkolózása miatt, és egyedül megy el. Rongyláb nyomozó arra következtet, hogy Boingo a Nasibandita, aki mind a négy történetben jelen volt. Piroska észreveszi, hogy Boingo besurran, és ellopja a receptkönyvet. Követi őt a függővasút felső állomásán lévő rejtekhelyére, ahol szembeszáll vele, de legyőzik és elfogják. A rendőrség rossz irányba indulva üldözi Boingót. Nagyi, Farkas és Kirk megtalálják Boingót, aki éppen gonosz tervét magyarázza Piroskának: azt tervezi, hogy a receptekhez addiktív „Boingoniumot” ad, majd ledózerolja az erdőt, hogy helyet csináljon egy Boingo-tematikájú cégbirodalom számára.
Farkas és Kirk elterelik Boingo figyelmét, miközben Nagyi belopózik Boingo búvóhelyére, de mindannyian lebuknak. Boingo a megkötözött és betömött szájú Piroskát egy robbanóanyaggal megrakott függővasúttal küldi le a hegyről. Nagyi Piroska után megy, Boingo és csatlósai pedig üldözőbe veszik. Piroska kiszabadítja magát, és Nagyival együtt megszökik, míg a rendőrség, amelyet a koffeinmámoros Csincsi igazított útba, a hegy lábánál várakozik, hogy letartóztassa Boingót és csatlósait.
Kirk sikeresen befut egy jódlizó társulatban, míg Piroska, Nagyi, Farkas és Csincsi a Rongyláb nyomozó által szervezett „boldogan éltek, míg meg nem haltak” bűnüldöző ügynökséghez csatlakozik.
|  | Itt a vége a cselekmény részletezésének! |

## Szereplők
| Színész                  | Szerep                    | Magyar hang     |
| ------------------------ | ------------------------- | --------------- |
| Anne Hathaway            | Piroska                   | Ónodi Eszter    |
| Glenn Close              | Nagymama                  | Szombathy Gyula |
| Jim Belushi              | Kirk, a favágó            | Csuja Imre      |
| Patrick Warburton        | Farkas                    | Reviczky Gábor  |
| Anthony Anderson         | Gólya Bill nyomozó        | Széles Tamás    |
| David Ogden Stiers       | Rongyláb Nicky nyomozó    | Benedek Miklós  |
| Xzibit                   | Grizzly Ted rendőrfőnök   | Hollósi Frigyes |
| Chazz Palminteri         | Perwoll, a bárány         | Sárközi József  |
| Andy Dick                | Boingo, a nyúl            | Stohl András    |
| Cory Edwards             | Csincsi, a mókus          | Jáksó László    |
| Benjy Gaither            | Japeth, a kecske          | Forgács Péter   |
| Ken Marino               | Jerry rendőr, a mosómedve | Tarján Péter    |
| Tom Kenny                | Tommy rendőr, a malac     |                 |
| Preston Stutzman         | Timmy rendőr, a malac     |                 |
| Tony Leech               | Glen rendőr, a malac      |                 |
| Joshua J. Greene         | Jimmy, a gyík             | Szatmári Attila |
| Mark Primiano            | 2-Tone, a pingvin         | Pálmai Szabolcs |
| Kevin Michael Richardson | P-Biggie, a jegesmedve    | Vass Gábor      |
| Tara Strong              | Zorra, a róka             | Téli Márta      |
| Tye Edwards              | Dolph                     | Majka           |
| Todd Edwards             | Szendvicsember            |                 |
| Kathryn J. Lovegren      | Quill, a kis harkály      |                 |
| Charles Coplin           | Hernyó 1                  |                 |
| Troy Norton              | Hernyó 2                  |                 |
| Kelly Stables            | Husis gyerek 1            |                 |
| Eli Montgomery           | Husis gyerek 2            |                 |
| Vicki Edwards            | Borz riporter             |                 |

## Háttér
A PiROSSZka volt az első olyan független számítógéppel animált film, amelyet a forgalmazó közreműködése nélkül készítettek. Kevesebb, mint 8 millió dollárból készült, jóval kevesebb pénzből, mint egy tipikus számitógép-animációs film.
A készítők szükségletből készítették független módon a filmet.

## Fogadtatás
A nyitó hétvégéjén 16 879 402 dolláros bevételt hozott az Egyesült Államokban.
A vélemények megoszlottak a filmről. A Rotten Tomatoes oldalán 46%-ot ért el 125 kritika alapján. A  Metacritic, honlapján 45 pontot ért el a százból. A Port.hu oldalán 6,8 pontot ért el.
A ReelViews kritikusa, James Berardinelli négyből két és fél csillaggal értékelte. Állítása szerint a film ötletei a történet megváltoztatására „jobban hangzanak papíron, mint a valóságban”, illetve „unalmas lesz”. A Houston Chronicle kritikusa, Bruce Westbrook szintén két és fél csillaggal értékelte. A párbeszédeket és a karakterizációt ugyan pozitívan értékelte, de a cselekményt "alulfejlettnek" találta, illetve a szereplők motivációjának hiányát is kritizálta.
Azonban pozitív kritikákat is kapott a film. Az Entertainment Weekly kritikusa, Owen Gleiberman „hősöknek” nevezte a film készítőit, és Quentin Tarantinóhoz és Steven Soderbergh-höz hasonlította őket. A Chicago Tribune kritikusa, Michael Wilmington pozitívan értékelte a szereposztást, a zenét és a forgatókönyvet.
A film egyik fő negatív kritikájának az animáció minősége számított. Berardinelli az egyik legrosszabb CGI animációnak tartotta. Véleménye szerint a szereplők műanyagnak néznek ki, a hátterek unalmasak, írása szerint pedig „több alkalommal is úgy érezte, mintha egy tévéfilmet nézne. Ha a mai animációs filmek kinézetéhez hasonlítjuk, a PiROSSZka jóval szint alatt van.” Stephen Hunter, a  The Washington Post kritikusa gumijátékokhoz hasonlította a szereplőket, „és olyan, mintha az animáció a hetvenes években ragadt volna”.
Több kritika is a Shrek-filmekhez hasonlította a filmet, negatív módon. Liam Lacey, a The Globe and Mail kritikusa „afféle olcsó Shrek”-nek nevezte.
2018-ban a The New Yorker kritikusa, Richard Brody a legjobb független családi filmek közé sorolta.
A filmet Saturn-díjra is jelölték a „legjobb animációs film” kategóriában, de végül A halott menyasszony nyerte el a díjat. Az Entertainment Weekly a 2006. január 27-i számában a tizedik helyre sorolta a filmet a „látnod kell” listáján.